# День специалиста по ядерному обеспечению России
День специалиста по ядерному обеспечению — памятный день, учреждённый Указом Президента Российской Федерации от 31 мая 2006 года № 549 «Об установлении профессиональных праздников и памятных дней в Вооруженных Силах Российской Федерации». Отмечается ежегодно 4 сентября.
Выбор даты связан с тем, что 4 сентября 1947 года был образован Специальный отдел при Генеральном штабе ВС СССР, на который было возложено руководство проведением испытаний ядерного оружия. В настоящее время основная функция 12-го Главного управления МО РФ — обеспечивать хранение, эксплуатацию и защиту ядерного боезапаса РФ.
Первое испытание ядерного оружия в Советском Союзе произошло здесь в 1949 году. Создание полигона было важной частью атомного проекта, и выбор его местоположения оказался удачным. Рельеф местности позволял проводить подземные ядерные взрывы как в штольнях, так и в скважинах.

## Семипалатинский ядерный полигон
- был активен с 1949 по 1989 год,
- проведено как минимум 468 ядерных испытаний,
- взорвано не менее 616 ядерных и термоядерных устройств,
- из них – 343 подземных устройства (215 в штольнях и 128 в скважинах).

Общая мощность ядерных зарядов, испытанных на Семипалатинском полигоне с 1949 по 1963 год, превысила мощность атомной бомбы, сброшенной на Хиросиму, в 2500 раз. В результате радиоактивные облака и газовая фракция распространились за пределы территории и вызвали радиационное загрязнение во всем восточном Казахстане.
11 октября 1961 года на полигоне был проведен первый подземный ядерный взрыв в СССР, который ознаменовал новую эпоху в ядерных испытаниях страны. Позже, после вступления в силу Международного договора о запрещении ядерных испытаний в трех средах – в воздухе, космосе и под водой, подписанного в 1963 году в Москве представителями СССР, США и Великобритании, полигон стал использоваться только для подземных взрывов.